# 氯化钫
氯化钫是放射性的无机化合物，化学式FrCl。它预测是可溶于水的白色固体。它的性质类似于氯化铯。

## 制备
它可以由盐酸和金属钫反应而成：
2Fr + 2HCl → 2FrCl + H2
它应该也可以由钫和氯气直接反应而成。